# パオラ・スアレス
パオラ・スアレス（Paola Suárez, 1976年6月23日 - ）は、アルゼンチン・ペルガミーノ出身の女子プロテニス選手。ダブルスの名手としてよく知られる。長年にわたり、スペインのビルヒニア・ルアノ・パスクアルとペアを組んで活躍してきた。WTAツアーでシングルス4勝、ダブルス44勝（うち4大大会女子ダブルス8勝）を挙げた。自己最高ランキングはシングルス9位、ダブルス1位。シングルスでも2004年の全仏オープンでベスト4進出がある。身長170cm、体重62kg。右利き、バックハンド・ストロークは両手打ち。

## 来歴
ダブルス・ペアにはいろいろなタイプがあるが、スアレスとルアノ・パスクアルは10年以上ペアを組み、息を合わせてきた親友である。2人のペアが女子テニスツアーで勝つようになったのは、1998年のシーズンからであった。2001年の全仏オープンを契機に、2人のペアは4大大会の女子ダブルスで「8勝」を記録している。2002年は全仏オープンの女子ダブルス2連覇と、全米オープン女子ダブルス初優勝がある。全米女子ダブルスには、2004年まで大会3連覇を達成した。2003年全仏オープンと2003年ウィンブルドンの女子ダブルスでは、杉山愛とキム・クライシュテルスの組が“世界最強ペア”ルアノ・パスクアル&スアレス組の壁を破り、4大大会女子ダブルス2連覇の偉業を成し遂げた。しかし、クライシュテルスがシングルス優先の方針から杉山とのペアを解消する。スアレスとルアノ・パスクアルの組は、2003年の全米女子ダブルスで2連覇を果たすと、2004年度はダブルスでウィンブルドンを除く年間3冠を獲得した。2005年はスアレスの故障と、新たなライバルの登場もあり、2人のペアの勝利はやや減少したが、全仏オープンの女子ダブルスで2年連続4度目の優勝を飾った。
シングルスでのパオラ・スアレスは1994年全仏オープンから4大大会に挑戦を開始したが、長い間1・2回戦止まりが続いていた。彼女が初めてシングルスで好成績を出したのは、2002年の全仏オープン準々決勝進出である。この時は同じアルゼンチンのクラリサ・フェルナンデスに 6-2, 6-7, 1-6 の逆転で敗れた。2003年はウィンブルドンでシルビア・ファリナ・エリアと4回戦を戦い、全米オープンで2度目の4大大会8強進出を果たすが、リンゼイ・ダベンポートに 4-6, 0-6 で敗退した。
そして、2004年全仏オープンの女子シングルスで、スアレスはついに自己最高の準決勝進出を決めた。そこではロシアのエレーナ・デメンチェワに 0-6, 5-7 で敗れている。続くウィンブルドンでも前年の1ラウンド上に勝ち上がり、アメリ・モレスモとの準々決勝に進出した。2004年アテネ五輪にもアルゼンチン代表選手として出場し、シングルスでは2回戦でコロンビアのファビオラ・ズルアガに敗退したが、パトリシア・タラビーニと組んだ女子ダブルスで銅メダルを獲得している。この後、全米オープンでは3回戦で日本の浅越しのぶに 4-6, 4-6 で敗れた。
スアレスは故障に悩んで低迷した2005年度を乗り越え、2006年ウィンブルドンの女子ダブルスで再び決勝進出を果たした。スアレスとルアノ・パスクアルは、中国ペアの鄭潔&晏紫組に 3-6, 6-3, 2-6 で敗れ、またもやウィンブルドン・ダブルス初優勝のチャンスを逃した。
パオラ・スアレスは2007年全米オープンのシングルス予選1回戦敗退と女子ダブルス1回戦敗退を最後に、31歳で現役を引退した。
2012年2月、スアレスはロンドン五輪出場を目指してダブルスでの現役復帰を発表した。ヒセラ・ドゥルコと組み3度目の五輪に出場したが、1回戦で中国の李娜&張帥組に 4-6, 2-6 で敗れた。

## WTAツアー決勝進出結果

### シングルス: 8回 (4勝4敗)
| 大会グレード         |
| -------------------- |
| グランドスラム (0–0) |
| ティア I (0–0)       |
| ティア II (0–0)      |
| ティア III (2–2)     |
| ティア IV & V (2–2)  |

| 結果   | No. | 決勝日        | 大会         | サーフェス | 対戦相手                   | スコア           |
| ------ | --- | ------------- | ------------ | ---------- | -------------------------- | ---------------- |
| 優勝   | 1.  | 1998年2月22日 | ボゴタ       | クレー     | ソニア・ジェヤシーラン     | 6–3, 6–4         |
| 準優勝 | 1.  | 1999年5月17日 | マドリード   | クレー     | リンゼイ・ダベンポート     | 1–6, 3–6         |
| 準優勝 | 2.  | 2000年2月20日 | サンパウロ   | クレー     | リタ・クチ＝キス           | 6–4, 4–6, 5–7    |
| 準優勝 | 3.  | 2001年1月7日  | オークランド | ハード     | メイレン・ツー             | 6–7(10), 2–6     |
| 優勝   | 2.  | 2001年2月25日 | ボゴタ       | クレー     | リタ・クチ＝キス           | 6–2, 6–4         |
| 準優勝 | 4.  | 2002年3月3日  | アカプルコ   | クレー     | カタリナ・スレボトニク     | 7–6(1), 4–6, 2–6 |
| 優勝   | 3.  | 2003年6月14日 | ウィーン     | クレー     | カロリナ・スプレム         | 7–6(0), 2–6, 6–4 |
| 優勝   | 4.  | 2004年1月17日 | キャンベラ   | ハード     | シルビア・ファリナ・エリア | 3–6, 6–4, 7–6(5) |

### ダブルス: 69回 (44勝25敗)
| 結果   | No. | 決勝日         | 大会                   | サーフェス        | パートナー                     | 対戦相手                                                            | スコア              |
| ------ | --- | -------------- | ---------------------- | ----------------- | ------------------------------ | ------------------------------------------------------------------- | ------------------- |
| 優勝   | 1.  | 1996年5月5日   | ボル                   | クレー            | ラウラ・モンタルボ             | アレクシア・デショーム＝バレール アレクサンドラ・フセ               | 6–7(5), 6–3, 6–4    |
| 優勝   | 2.  | 1998年1月18日  | ホバート               | ハード            | ビルヒニア・ルアノ・パスクアル | ジュリー・アラール＝デキュジス ヤネッテ・フサロバ                   | 7–6(6), 6–3         |
| 優勝   | 3.  | 1998年2月22日  | ボゴタ                 | クレー            | ヤネッテ・フサロバ             | メリッサ・マゾッタ エカテリーナ・シソエワ                           | 3–6, 6–2, 6–3       |
| 優勝   | 4.  | 1998年4月26日  | ブダペスト             | クレー            | ビルヒニア・ルアノ・パスクアル | カタリナ・クリステア ラウラ・モンタルボ                             | 4–6, 6–1, 6–1       |
| 優勝   | 5.  | 1998年5月3日   | ボル                   | クレー            | ラウラ・モンタルボ             | ヨアネット・クルーガー ミリヤナ・ルチッチ                           | 不戦勝              |
| 優勝   | 6.  | 1998年5月10日  | ローマ                 | クレー            | ビルヒニア・ルアノ・パスクアル | アマンダ・クッツァー アランチャ・サンチェス・ビカリオ               | 7–6(1), 6–4         |
| 優勝   | 7.  | 1998年7月12日  | マリア・ランコヴィッツ | クレー            | ラウラ・モンタルボ             | ティナ・クリザン カタリナ・スレボトニク                             | 6–1, 6–2            |
| 準優勝 | 1.  | 1999年2月21日  | ボゴタ                 | クレー            | ラウラ・モンタルボ             | クリスティナ・パパダキ セダ・ノーランデル                           | 4–6, 6–7(5)         |
| 優勝   | 8.  | 1999年5月23日  | マドリード             | クレー            | ビルヒニア・ルアノ・パスクアル | マリア・フェルナンダ・ランダ マルレーネ・ワインガルトナー           | 6–2, 0–6, 6–0       |
| 優勝   | 9.  | 1999年7月18日  | ソポト                 | クレー            | ラウラ・モンタルボ             | ガラ・レオン・ガルシア マリア・サンチェス・ロレンツォ               | 6–4, 6–3            |
| 優勝   | 10. | 1999年10月10日 | サンパウロ             | クレー            | ラウラ・モンタルボ             | ヤネッテ・フサロバ フロレンシア・ラバト                             | 6–7(1), 7–5, 7–5    |
| 優勝   | 11. | 2000年2月20日  | ボゴタ                 | クレー            | ラウラ・モンタルボ             | リタ・クチ＝キス ペトラ・マンデュラ                                 | 6–4, 6–2            |
| 優勝   | 12. | 2000年2月17日  | サンパウロ             | クレー            | ラウラ・モンタルボ             | ヤネッテ・フサロバ フロレンシア・ラバト                             | 5–7, 6–4, 6–3       |
| 優勝   | 13. | 2000年4月23日  | ヒルトン・ヘッド       | クレー            | ビルヒニア・ルアノ・パスクアル | コンチタ・マルティネス パトリシア・タラビーニ                       | 7–5, 6–3            |
| 準優勝 | 2.  | 2000年6月11日  | 全仏オープン           | クレー            | ビルヒニア・ルアノ・パスクアル | マルチナ・ヒンギス マリー・ピエルス                                 | 2–6, 4–6            |
| 優勝   | 14. | 2000年7月16日  | クラーゲンフルト       | クレー            | ラウラ・モンタルボ             | バルバラ・シェット パティ・シュナイダー                             | 7–6(5), 6–1         |
| 優勝   | 15. | 2000年7月23日  | ソポト                 | クレー            | ビルヒニア・ルアノ・パスクアル | アサ・スベンソン リタ・グランデ                                     | 7–5, 6–1            |
| 準優勝 | 3.  | 2000年8月21日  | ニューヘイブン         | ハード            | ビルヒニア・ルアノ・パスクアル | ジュリー・アラール＝デキュジス 杉山愛                               | 4–6, 7–5, 2–6       |
| 準優勝 | 4.  | 2000年10月8日  | 東京                   | ハード            | 宮城ナナ                       | ジュリー・アラール＝デキュジス 杉山愛                               | 0–6, 2–6            |
| 準優勝 | 5.  | 2001年2月19日  | ボゴタ                 | クレー            | ラウラ・モンタルボ             | タチアナ・ガルビン ヤネッテ・フサロバ                               | 4–6, 6–2, 4–6       |
| 準優勝 | 6.  | 2001年3月4日   | アカプルコ             | クレー            | ビルヒニア・ルアノ・パスクアル | アナベル・メディナ・ガリゲス マリア・ホセ・マルティネス・サンチェス | 4–6, 7–6(5), 5–7    |
| 準優勝 | 7.  | 2001年3月11日  | インディアンウェルズ   | ハード            | ビルヒニア・ルアノ・パスクアル | ニコル・アレント 杉山愛                                             | 4–6, 4–6            |
| 準優勝 | 8.  | 2001年4月22日  | チャールストン         | クレー            | ビルヒニア・ルアノ・パスクアル | リサ・レイモンド レネ・スタブス                                     | 7–5, 6–7(5), 3–6    |
| 準優勝 | 9.  | 2001年5月20日  | ローマ                 | クレー            | パトリシア・タラビーニ         | カーラ・ブラック エレーナ・リホフツェワ                             | 1–6, 1–6            |
| 優勝   | 16. | 2001年5月26日  | マドリード             | クレー            | ビルヒニア・ルアノ・パスクアル | リサ・レイモンド レネ・スタブス                                     | 7–5, 2–6, 7–6(4)    |
| 優勝   | 17. | 2001年6月10日  | 全仏オープン           | クレー            | ビルヒニア・ルアノ・パスクアル | エレナ・ドキッチ コンチタ・マルティネス                             | 6–2, 6–1            |
| 優勝   | 18. | 2001年7月15日  | ウィーン               | クレー            | パトリシア・タラビーニ         | バネッサ・ヘンケ レンカ・ネメチコバ                                 | 6–4, 6–2            |
| 優勝   | 19. | 2002年2月24日  | ボゴタ                 | クレー            | ビルヒニア・ルアノ・パスクアル | ティナ・クリザン カタリナ・スレボトニク                             | 6–2, 6–1            |
| 優勝   | 20. | 2002年3月3日   | アカプルコ             | クレー            | ビルヒニア・ルアノ・パスクアル | ティナ・クリザン カタリナ・スレボトニク                             | 7–5, 6–1            |
| 準優勝 | 10. | 2002年4月1日   | マイアミ               | ハード            | ビルヒニア・ルアノ・パスクアル | リサ・レイモンド レネ・スタブス                                     | 6–7(4), 7–6(4), 3–6 |
| 優勝   | 21. | 2002年5月19日  | ローマ                 | クレー            | ビルヒニア・ルアノ・パスクアル | コンチタ・マルティネス パトリシア・タラビーニ                       | 6–3, 6–4            |
| 優勝   | 22. | 2002年6月9日   | 全仏オープン           | クレー            | ビルヒニア・ルアノ・パスクアル | リサ・レイモンド レネ・スタブス                                     | 6–4, 6–2            |
| 準優勝 | 11. | 2002年7月7日   | ウィンブルドン         | 芝                | ビルヒニア・ルアノ・パスクアル | セリーナ・ウィリアムズ ビーナス・ウィリアムズ                       | 2–6, 5–7            |
| 優勝   | 23. | 2002年8月18日  | モントリオール         | ハード            | ビルヒニア・ルアノ・パスクアル | 藤原里華 杉山愛                                                     | 6–4, 7–6(4)         |
| 優勝   | 24. | 2002年9月8日   | 全米オープン           | ハード            | ビルヒニア・ルアノ・パスクアル | エレーナ・デメンチェワ ヤネッテ・フサロバ                           | 6–2, 6–1            |
| 優勝   | 25. | 2002年9月14日  | バイーア               | ハード            | ビルヒニア・ルアノ・パスクアル | エミリー・ロワ ロザンナ・デ・ロス・リオス                           | 6–4, 6–1            |
| 準優勝 | 12. | 2002年9月24日  | ライプツィヒ           | カーペット (室内) | ヤネッテ・フサロバ             | アレクサンドラ・スティーブンソン セリーナ・ウィリアムズ             | 3–6, 5–7            |
| 準優勝 | 13. | 2002年10月13日 | フィルダーシュタット   | ハード (室内)     | メガン・ショーネシー           | リンゼイ・ダベンポート リサ・レイモンド                             | 2–6, 4–6            |
| 準優勝 | 14. | 2003年1月24日  | 全豪オープン           | ハード            | ビルヒニア・ルアノ・パスクアル | セリーナ・ウィリアムズ ビーナス・ウィリアムズ                       | 6–4, 4–6, 3–6       |
| 優勝   | 26. | 2003年4月13日  | チャールストン         | クレー            | ビルヒニア・ルアノ・パスクアル | ヤネッテ・フサロバ コンチタ・マルティネス                           | 6–0, 6–3            |
| 準優勝 | 15. | 2003年4月20日  | アメリアアイランド     | クレー            | ビルヒニア・ルアノ・パスクアル | リンゼイ・ダベンポート リサ・レイモンド                             | 5–7, 2–6            |
| 優勝   | 27. | 2003年5月11日  | ベルリン               | クレー            | ビルヒニア・ルアノ・パスクアル | キム・クライシュテルス 杉山愛                                       | 6–3, 4–6, 6–4       |
| 準優勝 | 16. | 2003年6月8日   | 全仏オープン           | クレー            | ビルヒニア・ルアノ・パスクアル | キム・クライシュテルス 杉山愛                                       | 7–6(5), 2–6, 7–9    |
| 準優勝 | 17. | 2003年7月6日   | ウィンブルドン         | 芝                | ビルヒニア・ルアノ・パスクアル | キム・クライシュテルス 杉山愛                                       | 4–6, 4–6            |
| 優勝   | 28. | 2003年8月23日  | ニューヘイブン         | ハード            | ビルヒニア・ルアノ・パスクアル | アリシア・モリク マギ・セルナ                                       | 7–6(6), 6–3         |
| 優勝   | 29. | 2003年9月7日   | 全米オープン           | ハード            | ビルヒニア・ルアノ・パスクアル | スベトラーナ・クズネツォワ マルチナ・ナブラチロワ                   | 6–2, 6–3            |
| 準優勝 | 18. | 2003年10月19日 | チューリッヒ           | ハード (室内)     | ビルヒニア・ルアノ・パスクアル | キム・クライシュテルス 杉山愛                                       | 6–7(3), 2–6         |
| 優勝   | 30. | 2003年11月10日 | ロサンゼルス           | ハード (室内)     | ビルヒニア・ルアノ・パスクアル | キム・クライシュテルス 杉山愛                                       | 6–4, 3–6, 6–3       |
| 準優勝 | 19. | 2004年1月5日   | オークランド           | ハード            | ビルヒニア・ルアノ・パスクアル | メルバナ・ユギッチ＝サルキッチ エレナ・コスタニッチ・トシッチ       | 6–7(6), 6–3, 1–6    |
| 優勝   | 31. | 2004年2月1日   | 全豪オープン           | ハード            | ビルヒニア・ルアノ・パスクアル | スベトラーナ・クズネツォワ エレーナ・リホフツェワ                   | 6–4, 6–3            |
| 優勝   | 32. | 2004年3月21日  | インディアンウェルズ   | ハード            | ビルヒニア・ルアノ・パスクアル | スベトラーナ・クズネツォワ エレーナ・リホフツェワ                   | 6–1, 6–2            |
| 優勝   | 33. | 2004年4月18日  | チャールストン         | クレー            | ビルヒニア・ルアノ・パスクアル | マルチナ・ナブラチロワ リサ・レイモンド                             | 6–4, 6–1            |
| 準優勝 | 20. | 2004年5月10日  | ローマ                 | クレー            | ビルヒニア・ルアノ・パスクアル | ナディア・ペトロワ メガン・ショーネシー                             | 6–2, 3–6, 3–6       |
| 優勝   | 34. | 2004年6月3日   | 全仏オープン           | クレー            | ビルヒニア・ルアノ・パスクアル | スベトラーナ・クズネツォワ エレーナ・リホフツェワ                   | 6–0, 6–3            |
| 準優勝 | 21. | 2004年7月26日  | サンディエゴ           | ハード            | ビルヒニア・ルアノ・パスクアル | カーラ・ブラック レネ・スタブス                                     | 6–4, 1–6, 4–6       |
| 優勝   | 35. | 2004年9月11日  | 全米オープン           | ハード            | ビルヒニア・ルアノ・パスクアル | スベトラーナ・クズネツォワ マルチナ・ナブラチロワ                   | 6–4, 7–5            |
| 準優勝 | 22. | 2004年10月17日 | モスクワ               | カーペット (室内) | ビルヒニア・ルアノ・パスクアル | アナスタシア・ミスキナ ベラ・ズボナレワ                             | 3–6, 6–4, 2–6       |
| 準優勝 | 23. | 2004年10月24日 | チューリッヒ           | ハード (室内)     | ビルヒニア・ルアノ・パスクアル | カーラ・ブラック レネ・スタブス                                     | 4–6, 4–6            |
| 優勝   | 36. | 2004年10月31日 | ルクセンブルク         | ハード (室内)     | ビルヒニア・ルアノ・パスクアル | ジル・クレイバス マルレーネ・ワインガルトナー                       | 6–1, 6–7(1), 6–3    |
| 優勝   | 37. | 2005年3月5日   | ドバイ                 | ハード            | ビルヒニア・ルアノ・パスクアル | スベトラーナ・クズネツォワ アリシア・モリク                         | 6–7(7), 6–2, 6–1    |
| 優勝   | 38. | 2005年3月19日  | インディアンウェルズ   | ハード            | ビルヒニア・ルアノ・パスクアル | ナディア・ペトロワ メガン・ショーネシー                             | 7–6(3), 6–1         |
| 優勝   | 39. | 2005年6月4日   | 全仏オープン           | クレー            | ビルヒニア・ルアノ・パスクアル | カーラ・ブラック リーゼル・フーバー                                 | 4–6, 6–3, 6–3       |
| 準優勝 | 24. | 2006年1月17日  | シドニー               | ハード            | ビルヒニア・ルアノ・パスクアル | コリーナ・モラリュー レネ・スタブス                                 | 3–6, 7–5, 2–6       |
| 準優勝 | 25. | 2006年7月8日   | ウィンブルドン         | 芝                | ビルヒニア・ルアノ・パスクアル | 鄭潔 晏紫                                                           | 3–6, 6–3, 2–6       |
| 優勝   | 40. | 2006年8月13日  | ロサンゼルス           | ハード            | ビルヒニア・ルアノ・パスクアル | ダニエラ・ハンチュコバ 杉山愛                                       | 6–3, 6–4            |
| 優勝   | 41. | 2006年9月24日  | 北京                   | ハード            | ビルヒニア・ルアノ・パスクアル | アンナ・チャクベタゼ エレーナ・ベスニナ                             | 6–2, 6–4            |
| 優勝   | 42. | 2006年10月1日  | ソウル                 | ハード            | ビルヒニア・ルアノ・パスクアル | 荘佳容 マリアナ・ディアス＝オリバ                                   | 6–2, 6–3            |
| 優勝   | 43. | 2007年1月6日   | オークランド           | ハード            | ヤネッテ・フサロバ             | 謝淑薇 シーカ・ウベロイ                                             | 6–0, 6–2            |
| 優勝   | 44. | 2007年2月25日  | ボゴタ                 | クレー            | ルルド・ドミンゲス・リノ       | フラビア・ペンネッタ ロベルタ・ビンチ                               | 1–6, 6–3, [11–9]    |

## 4大大会ダブルス優勝
- 全豪オープン：2004年
- 全仏オープン：2001年・2002年・2004年・2005年
- 全米オープン：2002年-2004年 ［大会3連覇］

（パートナーはすべてビルヒニア・ルアノ・パスクアル）

## 4大大会シングルス成績
略語の説明
| W | F | SF | QF | #R | RR | Q# | LQ | A | Z# | PO | G | S | B | NMS | P | NH |

W=優勝, F=準優勝, SF=ベスト4, QF=ベスト8, #R=#回戦敗退, RR=ラウンドロビン敗退, Q#=予選#回戦敗退, LQ=予選敗退, A=大会不参加, Z#=デビスカップ/BJKカップ地域ゾーン, PO=デビスカップ/BJKカッププレーオフ, G=オリンピック金メダル, S=オリンピック銀メダル, B=オリンピック銅メダル, NMS=マスターズシリーズから降格, P=開催延期, NH=開催なし.
| 大会           | 1994 | 1995 | 1996 | 1997 | 1998 | 1999 | 2000 | 2001 | 2002 | 2003 | 2004 | 2005 | 2006 | 2007 | 通算成績 |
| -------------- | ---- | ---- | ---- | ---- | ---- | ---- | ---- | ---- | ---- | ---- | ---- | ---- | ---- | ---- | -------- |
| 全豪オープン   | A    | A    | A    | 2R   | 2R   | 1R   | 1R   | 4R   | 1R   | 3R   | 3R   | A    | A    | LQ   | 9–8      |
| 全仏オープン   | 1R   | 2R   | 2R   | 1R   | 2R   | 2R   | 1R   | 2R   | QF   | 3R   | SF   | 1R   | A    | LQ   | 17–12    |
| ウィンブルドン | 1R   | A    | 1R   | 1R   | 1R   | 1R   | 3R   | 1R   | 1R   | 4R   | QF   | A    | A    | LQ   | 9–10     |
| 全米オープン   | 2R   | 1R   | 2R   | 3R   | 1R   | 2R   | 1R   | 1R   | 2R   | QF   | 3R   | A    | A    | LQ   | 12–11    |